# Liste der Bodendenkmäler in Wolfratshausen
Auf dieser Seite sind die Bodendenkmäler in der oberbayerischen Stadt Wolfratshausen zusammengestellt. Diese Tabelle ist eine Teilliste der Liste der Bodendenkmäler in Bayern. Grundlage ist die Bayerische Denkmalliste, die auf Basis des Bayerischen Denkmalschutzgesetzes vom 1. Oktober 1973 erstmals erstellt wurde und seither durch das Bayerische Landesamt für Denkmalpflege geführt wird. Die folgenden Angaben ersetzen nicht die rechtsverbindliche Auskunft der Denkmalschutzbehörde.

## Bodendenkmäler in Wolfratshausen

### Bodendenkmäler in der Gemarkung Dorfen
| Lage              | Objekt                                                    | Akten-Nr.     | Bild |
| ----------------- | --------------------------------------------------------- | ------------- | ---- |
| Dorfen (Standort) | Siedlung und Brandgräber vorgeschichtlicher Zeitstellung. | D-1-8034-0223 |      |

### Bodendenkmäler in der Gemarkung Weidach
| Lage                                          | Objekt | Akten-Nr.     | Bild           |
| --------------------------------------------- | --- | ------------- | -------------- |
| Weidach Nähe Weidacher Hauptstraße (Standort) | Untertägige spätmittelalterliche und frühneuzeitliche Befunde im Bereich der katholischen Filialkirche St. Nantovinus in Nantwein und ihrer Vorgängerbauten. Siehe auch: St. Nantovinus und Laurentius (Wolfratshausen) | D-1-8034-0209 | weitere Bilder |

### Bodendenkmäler in der Gemarkung Wolfratshausen
| Lage                                    | Objekt | Akten-Nr.     | Bild                     |
| --------------------------------------- | --- | ------------- | ------------------------ |
| Wolfratshausen (Standort)               | Burgstall des Mittelalters und der frühen Neuzeit (Burg Wolfratshausen). Siehe auch: Burg Wolfratshausen                                                                                                 | D-1-8034-0019 | Burgstall                |
| Wolfratshausen (Standort)               | Grabhügel mit Bestattungen der Hallstattzeit. Siehe auch: Hallstattzeit | D-1-8034-0025 |                          |
| Wolfratshausen (Standort)               | Körpergräber des frühen Mittelalters. | D-1-8034-0040 |                          |
| Wolfratshausen Marienplatz 4 (Standort) | Untertägige mittelalterliche und frühneuzeitliche Befunde im Bereich der katholischen Stadtpfarrkirche St. Andreas in Wolfratshausen und ihrer Vorgängerbauten. Siehe auch: St. Andreas (Wolfratshausen) | D-1-8034-0205 | weitere Bilder           |
| Wolfratshausen (Standort)               | Untertägige mittelalterliche und frühneuzeitliche Siedlungsteile der historischen Marktsiedlung Wolfratshausen.                                                                                          | D-1-8034-0206 |                          |
| Wolfratshausen (Standort)               | Untertägige frühneuzeitliche Befunde im Bereich der katholischen Dreifaltigkeitskapelle in Wolfratshausen.                                                                                               | D-1-8034-0207 | frühneuzeitliche Befunde |
| Wolfratshausen (Standort)               | Untertägige frühneuzeitliche Befunde im Bereich der katholischen Frauenkapelle in Wolfratshausen. | D-1-8034-0208 | weitere Bilder           |